# Ulster Open 2015
Die Ulster Open 2015 im Badminton fanden vom 24. bis zum 25. Oktober 2015 in Lisburn statt.

## Sieger und Platzierte
| Disziplin    | Gold                            | Silber                    | Bronze                        |
| ------------ | ------------------------------- | ------------------------- | ----------------------------- |
| Herreneinzel | Nhat Nguyen                     | Owen Marron               | Stuart Lightbody              |
| Herreneinzel | Nhat Nguyen                     | Owen Marron               | Mark Brady                    |
| Dameneinzel  | Sara Boyle                      | Lucie Corcoran            | Sinead Chambers               |
| Dameneinzel  | Sara Boyle                      | Lucie Corcoran            | Moya Ryan                     |
| Herrendoppel | Tony Murphy Tony Stephenson     | Nhat Nguyen Paul Reynolds | Adam Jermyn Stuart Lightbody  |
| Herrendoppel | Tony Murphy Tony Stephenson     | Nhat Nguyen Paul Reynolds | Mark Brady Ciaran Chambers    |
| Damendoppel  | Sinead Chambers Jennie King     | Sara Boyle Norma Mcintyre | Laura Hennessy Kirsty Kelly   |
| Damendoppel  | Sinead Chambers Jennie King     | Sara Boyle Norma Mcintyre | Kate Frost Moya Ryan          |
| Mixed        | Ciaran Chambers Sinead Chambers | Daniel Magee Jennie King  | Stuart Lightbody Crona Rooney |
| Mixed        | Ciaran Chambers Sinead Chambers | Daniel Magee Jennie King  | Nhat Nguyen Beth Stephenson   |